# Ordiales (Siero)
Ordiales es una aldea española de la parroquia de Vega de Poja, perteneciente al municipio de Siero, en la comunidad autónoma de Asturias.

## Historia
Hacia mediados del siglo XIX, era referido como un lugar ya por entonces perteneciente a la parroquia de Vega de Poja, en el municipio de Siero. Aparece descrito en el duodécimo volumen del Diccionario geográfico-estadístico-histórico de España y sus posesiones de Ultramar de Pascual Madoz con las siguientes palabras:

ORDIALES: l. en la prov. de Oviedo, ayunt. de Siero y felig. de San Martin de Poja (V.).
(Madoz, 1849, p. 300)

En 2023, la entidad singular de población de Ordiales tenía empadronados 74 habitantes, todos ellos en el núcleo de población de ese nombre.